# Sisyrinchium luzula
Sisyrinchium luzula är en irisväxtart som beskrevs av Johann Friedrich Klotzsch och Friedrich Wilhelm Klatt. Sisyrinchium luzula ingår i släktet gräsliljor, och familjen irisväxter. Inga underarter finns listade i Catalogue of Life.